# Fra Santo di San Domenico
Venerabile Fra' Santo di San Domenico, al secolo Vito Antonio di Santo (Trapani, 5 agosto 1655 – Trapani, 16 gennaio 1728), è stato un religioso italiano.
È stato proclamato venerabile dalla Chiesa cattolica ed è in corso la beatificazione. 

## Biografia
Vito Antonio nacque a Trapani dal calzolaio Giuseppe di Santo e da Paola Iugali. 
Il 22 maggio 1685 emise la professione religiosa col nome di fra' Santo di San Domenico. Gli fu affidato l'ufficio di questuante che esercitò per 43 anni .
Fondò, con le elemosine, il convento degli Agostiniani Scalzi di Trapani.

## Culto
Fu seppellito nell'annessa chiesa di Santa Maria dell’Itria, oggi di Santa Rita, che custodisce le sue reliquie.
Ogni 16 gennaio la diocesi di Trapani celebra  il dies natalis del venerabile fra' Santo di San Domenico.